# M-14 (Pakistan)

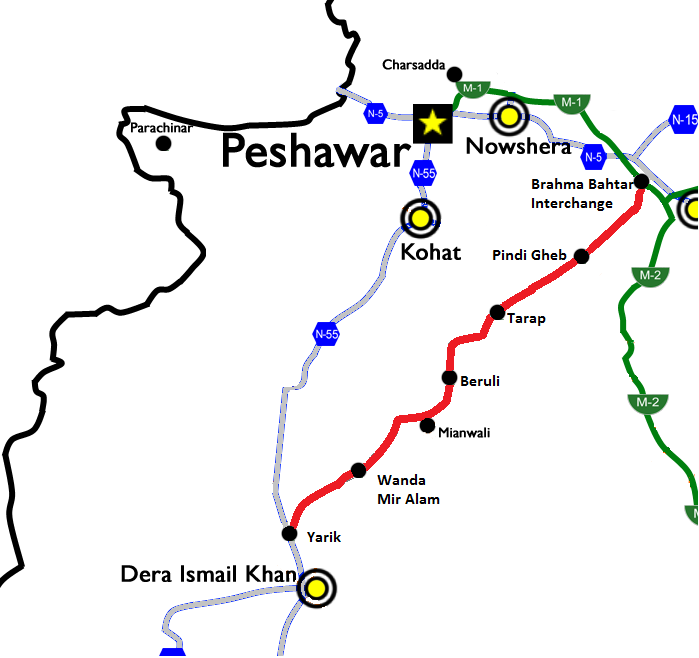

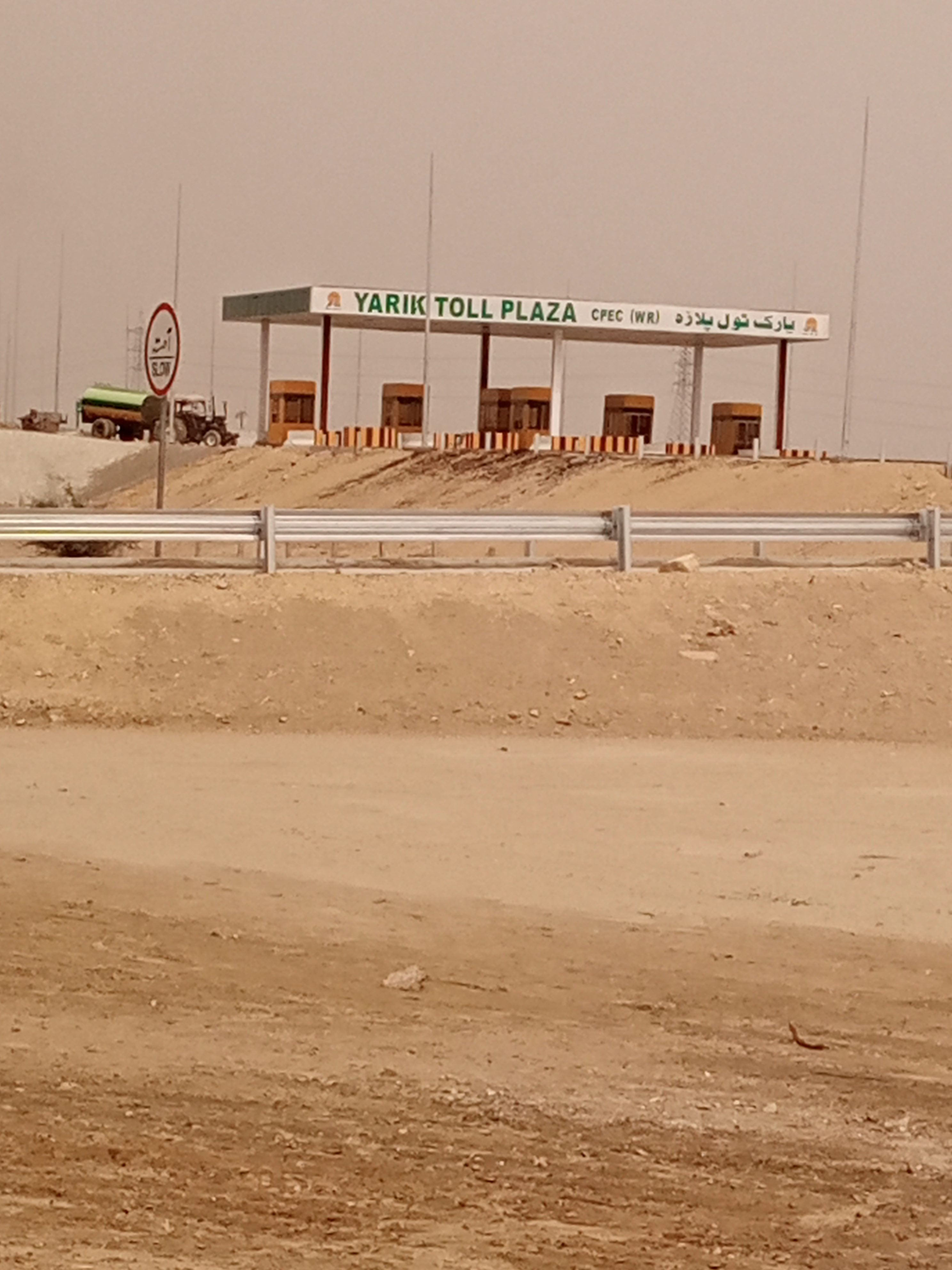

De M-14 of Islamabad–Dera Ismail Khan Motorway (اسلام آباد – ڈیره اسماعیل خان موٹروے) of Hakla–Yarik Motorway is een autosnelweg in Pakistan. De M-14 verbindt Islamabad met Dera Ismail Khan over een afstand van 285 kilometer. De snelweg werd geopend in 2022.
M-1 ·
M-2 ·
M-3 ·
M-4 ·
M-5 ·
M-6 ·
M-7 ·
M-8 ·
M-9 ·
M-10 ·
M-11 ·
M-12 ·
M-13 ·
M-14 ·
M-15 ·
M-16 ·
L-20